# 伊賀市立上野総合市民病院
伊賀市立上野総合市民病院（いがしりつうえのそうごうしみんびょういん）は、三重県伊賀市にある医療機関。伊賀市が設置する病院である。

## 概要
伊賀地域の中核病院である。
2013年（平成25年）3月に三重県がん診療連携推進病院、2016年（平成28年）10月に地域医療支援病院に指定されているほか、二次救急告示病院や三重県災害拠点病院にも指定されている。
1955年（昭和30年）4月に上野市民医院として開業、同年8月に上野市国民健康保険直営市民医院と改称され、1956年（昭和31年）6月1日に上野市国民健康保険直営市民医院として開院した。
当時は伊賀上野城周辺の上野市丸之内158番地に立地しており、当初、病棟は木造であったが、1958年（昭和33年）から1961年（昭和36年）にかけての第1期工事、1961年（昭和36年）から1962年（昭和37年）にかけての第2期工事により、鉄筋コンクリート造に改築された。1957年（昭和32年）7月、上野市を含む5町村で構成する伝染病隔離病舎組合の病舎および管理施設の建設、本院の病棟不足を解消するため、上野市平野東平尾2413番地に付属平野分院を開設した。
その後、本院・分院とも施設の老朽化、狭小化により地域医療の確保が困難となったため、1975年（昭和50年）度から1978年（昭和53年）度にかけて新病院への移転事業が行われ、1977年（昭和52年）12月に上野市四十九町831番地に新病院が完成した。
1978年（昭和53年）2月15日に統合・移転し、上野総合市民病院と改称された。
1995年（平成7年）度に西館増築工事に着手、1996年（平成8年）3月30日に新病棟が完成した。
本館は2004年（平成16年）度から順次病棟の大規模改修が行われた。
2004年（平成16年）11月、伊賀市の発足により、伊賀市立上野総合市民病院と改称された。
2015年（平成27年）3月に職員用駐車場の一部を改修してヘリポートが完成し、ドクターヘリなどが離着陸可能となった。

## 診療科

### 診療科
- 内科[広報 1]
- 神経内科[広報 1]
- 循環器内科[広報 1]
- 腫瘍内科[広報 1]
- 消化器・肝臓内科[広報 1]
- 外科[広報 1]
- 肛門外科[広報 1]
- 脳神経外科[広報 1]
- 整形外科[広報 1]
- 婦人科[広報 1]
- 泌尿器科[広報 1]
- 皮膚科[広報 1]
- 眼科[広報 1]
- 麻酔科[広報 1]
- 放射線科[広報 1]
- 救急科[広報 1]

### 関連施設
- 伊賀市健診センター[広報 1]
- 訪問看護ステーション[広報 1]

### 広報資料・プレスリリースなど一次資料
1. 1 2 3 4 5 6 7 8 9 10 11 12 13 14 15 16 17 18 19 20 21 22 23 24 25 26 27 28 29 30 31 32 33 34 35  “病院の沿革”.   伊賀市立上野総合市民病院. 2017年4月24日閲覧。